# Tonkin Island
Tonkin Island ist eine in nord-südlicher Ausdehnung 5,5 km lange, schmale und vereiste Insel vor der Bowman-Küste des Grahamlands auf der Antarktischen Halbinsel. Sie liegt 18 m südöstlich des Choyce Point inmitten des Larsen-Schelfeises. Je ein eisfreier Gipfel markiert die beiden Enden der Insel.
Wissenschaftler der United States Antarctic Service Expedition (1939–1941) entdeckten und fotografierten die Insel aus der Luft. Der Falkland Islands Dependencies Survey (FIDS) nahm 1947 die Kartierung und die Benennung vor. Namensgeber ist John Eliot Tonkin (1921–1996), der von 1945 bis 1947 für den FIDS auf Stonington Island tätig war.